# Haansvaart
De Haansvaart, vroeger ook wel De Haan's Kanaal of Haanskanaal genoemd, is een kanaal dat van het Schildmeer naar het zuiden loopt. Tussen het kanaal en het meer ligt de Haanssluis.

## Geschiedenis
Het kanaal werd tussen 1866 en 1867 aangelegd door Hendrik de Haan (1827-1899) ter verbetering van de bestaande Hellumer Schipsloot om vruchtbare wierdegrond door de Schildjerpolder te vervoeren naar de landbouwgronden bij zijn boerderij ten zuiden van Hellum en arm zand vanaf zijn landerijen terug door de sluis. Hiertoe liet De Haan ook een zwaaikom aanleggen en kademuren opmetselen bij de Hoofdweg in Hellum. Om de grond eenvoudiger te kunnen verspreiden over het land liet hij haaks op de Haansvaart sporen aanleggen. De grond werd vanaf schepen overgeladen in lorries en zo over het land verspreid. Naast wierdegrond liet De Haan ook stalmest en stads- en straatvuil over het land verspreiden om de vruchtbaarheid te verhogen. De aanleg van het kanaal werd goed ontvangen. Eerste Kamerlid en Groninger boer Cornelis Jans Geertsema wenste De Haan in 1868 toe 'dat hij zijn loon ruimschoots moge vinden in het veelvuldig gebruik van dit kanaal, ter verbetering van den landbouw in deze streken'. In 1892 aanleiding vormde het kanaal aanleiding voor een gedicht van dorpspredikant Petrus Zuidema:

Voor dat 't kanaal er nog niet was / Was Hellum deels gelijk moeras 
 Waar bijna niets wou groeien / Deels was het hoog en dorre grond 
 Waar men geen fleur of leven vond / Wel d'Erica wou bloeien. 
Maar 't oude is voorbijgegaan / En 't nieuwe heeft zich voorgedaan 
 Zo schoon als niet tevoren / Vor heid' en struik nu 't malsche gras 
 En op 't eens zo kale moeras / Galft nu het weligst koren.

Begin 20e eeuw werden drie dwarskanalen op de Haansvaart gegraven waarmee lokale boeren een betere verbinding naar soms kilometers verderop gelegen landerijen kregen om hun producten naar de markt te kunnen brengen dan de zand- en veenpaden die bij veelvuldig gebruik en in de winter slecht begaanbaar werden. Dit zijn het Veenkanaal en het Dwarskanaal aan oostzijde en het Westelijk Dwarskanaal aan westzijde.
Haans zoon Johannes de Haan (1875-1963) herbouwde in 1909 de sluis, waarbij hij waarschijnlijk materiaal van de oude sluis gebruikte. Ook liet hij de vaart naar het zuiden verlengen om daar zand te kunnen winnen en af te kunnen voeren over de vaart. Nadat de aanvoer van wierdegrond stagneerde, werden vaart en sluis met name gebruikt voor de doorvoer van turf en akkerbouwproducten als aardappelen en bieten. De aardappelen werden naar de aardappelmeelfabriek van Woudbloem vervoerd.
Nadat in de jaren 1970 het laatste schip van het kanaal gebruik maakte, werd het in 1974 door buiten gebruik gesteld en verviel het langzamerhand. Bij de ruilverkaveling van 1978-79 werd het landschap rond de vaart volledig gewijzigd. Vele sloten en oude paden verdwenen en zeer grote kavels (gemiddeld 10 hectare) en moderne ruilverkavelingswegen kwamen ervoor in de plaats. Later kwamen de gronden rond de vaart in handen van Staatsbosbeheer, die er nieuwe natuur wilde aanleggen. Om de recreatie te bevorderen besloot Staatsbosbeheer tot het dempen van de sluis en het leggen van een fietspad eroverheen. Een lokale bewoner kocht de sluis echter op om de demping te voorkomen en wist na jaren van procederen te bewerkstelligen dat het fietspad niet over de sluis maar er voorlangs werd aangelegd. In 2001 richtten lokale bewoners de Stichting Haansvaart op om de waterkundige werken van de Haansvaart (met name de sluis) te herstellen. Na een mislukte poging om de Haanssluis aan te wijzen als rijksmonument (het Rijk zou dan 70% van de kosten van het herstel dragen) en omdat de provincie Groningen en de gemeente Slochteren de sluis ook niet wilden aanwijzen als respectievelijk een provinciaal en een gemeentelijk monument, wist de stichting in beroep in 2005 alsnog gedaan te krijgen dat de sluis werd aangewezen tot rijksmonument. In 2010 werd de sluis daarop hersteld.

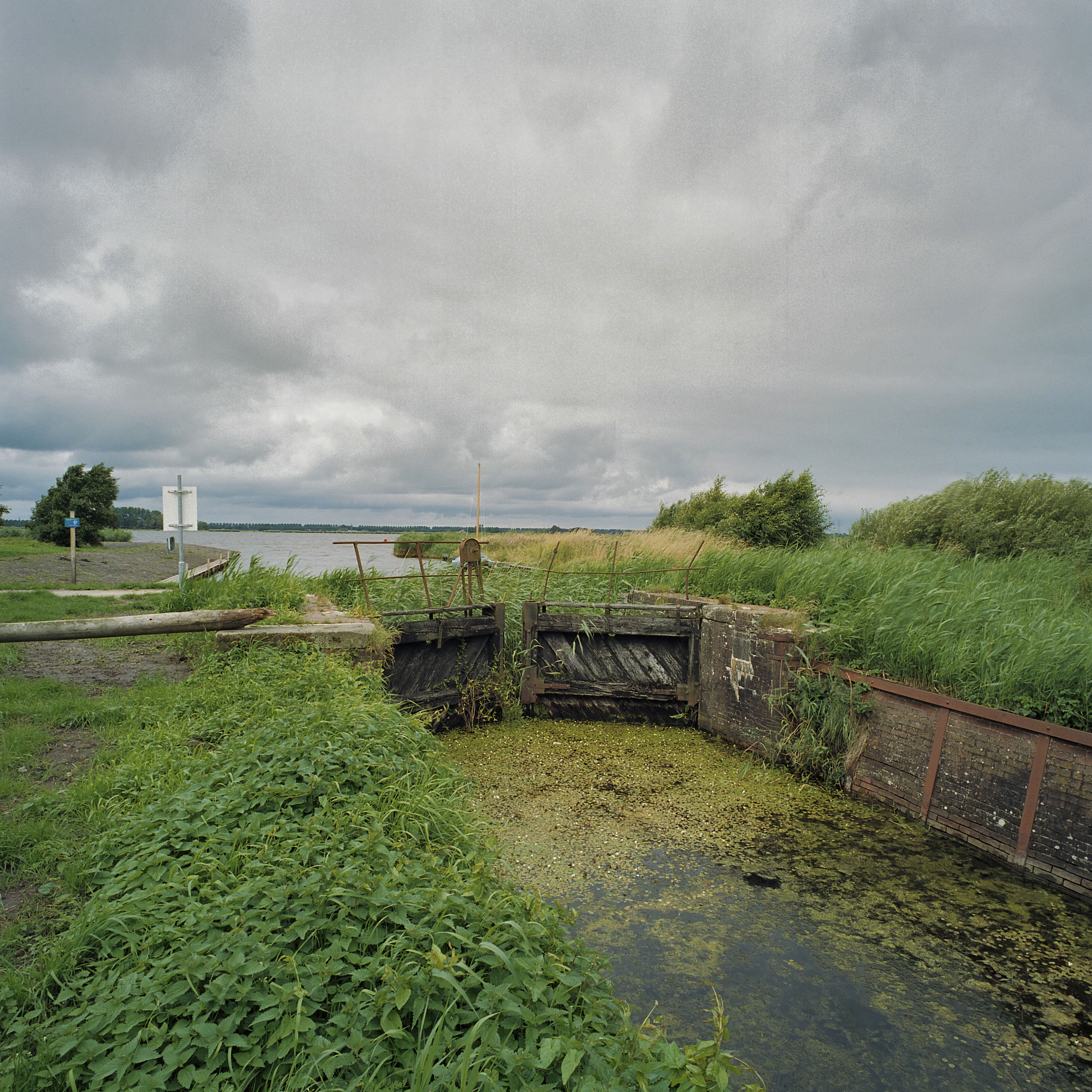
Haanssluis voor de restauratie (2005) met op de achtergrond de uitstroom van de Haansvaart in het Schildmeer.
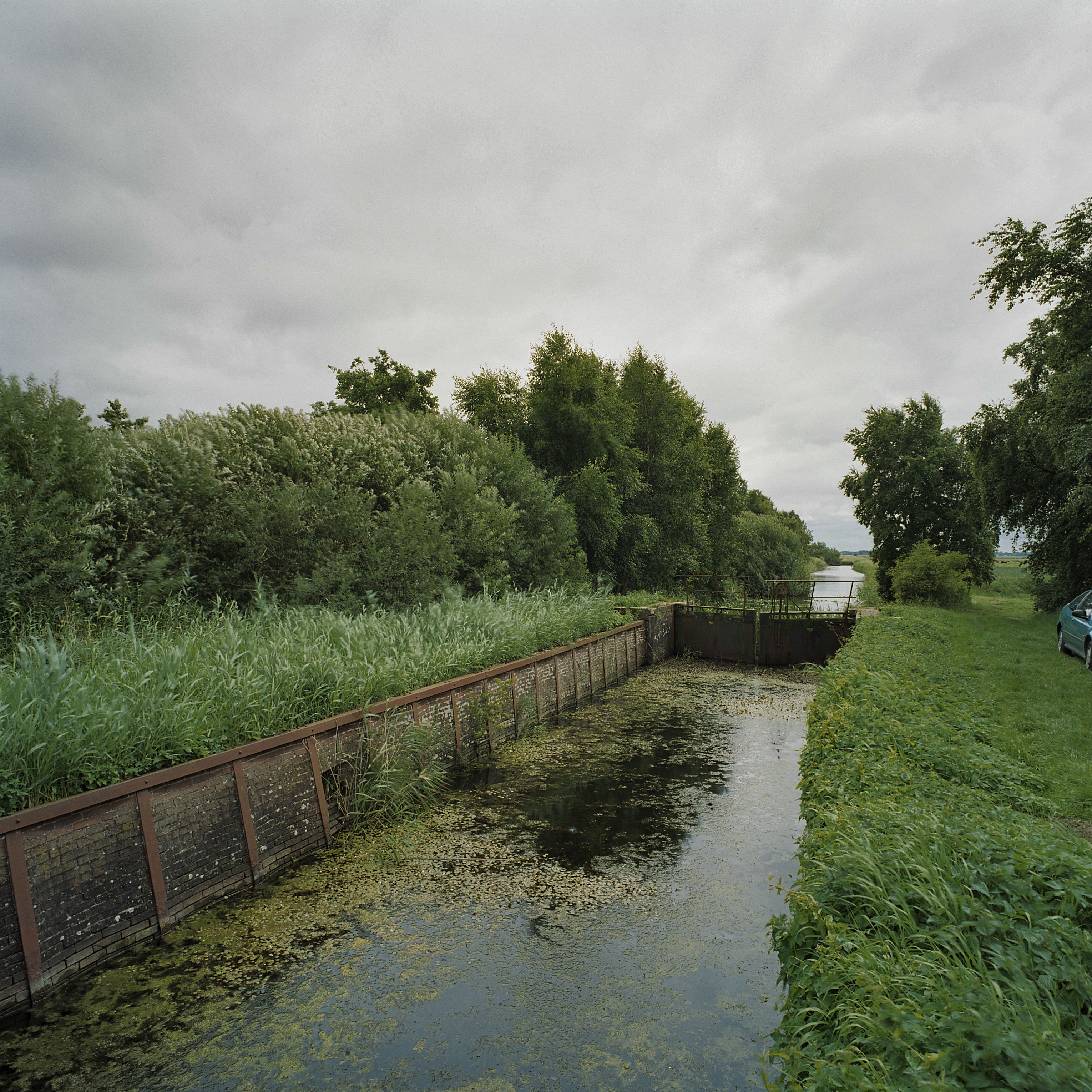
Haanssluis gezien naar de landzijde met de Haansvaart op de achtergrond (2005)
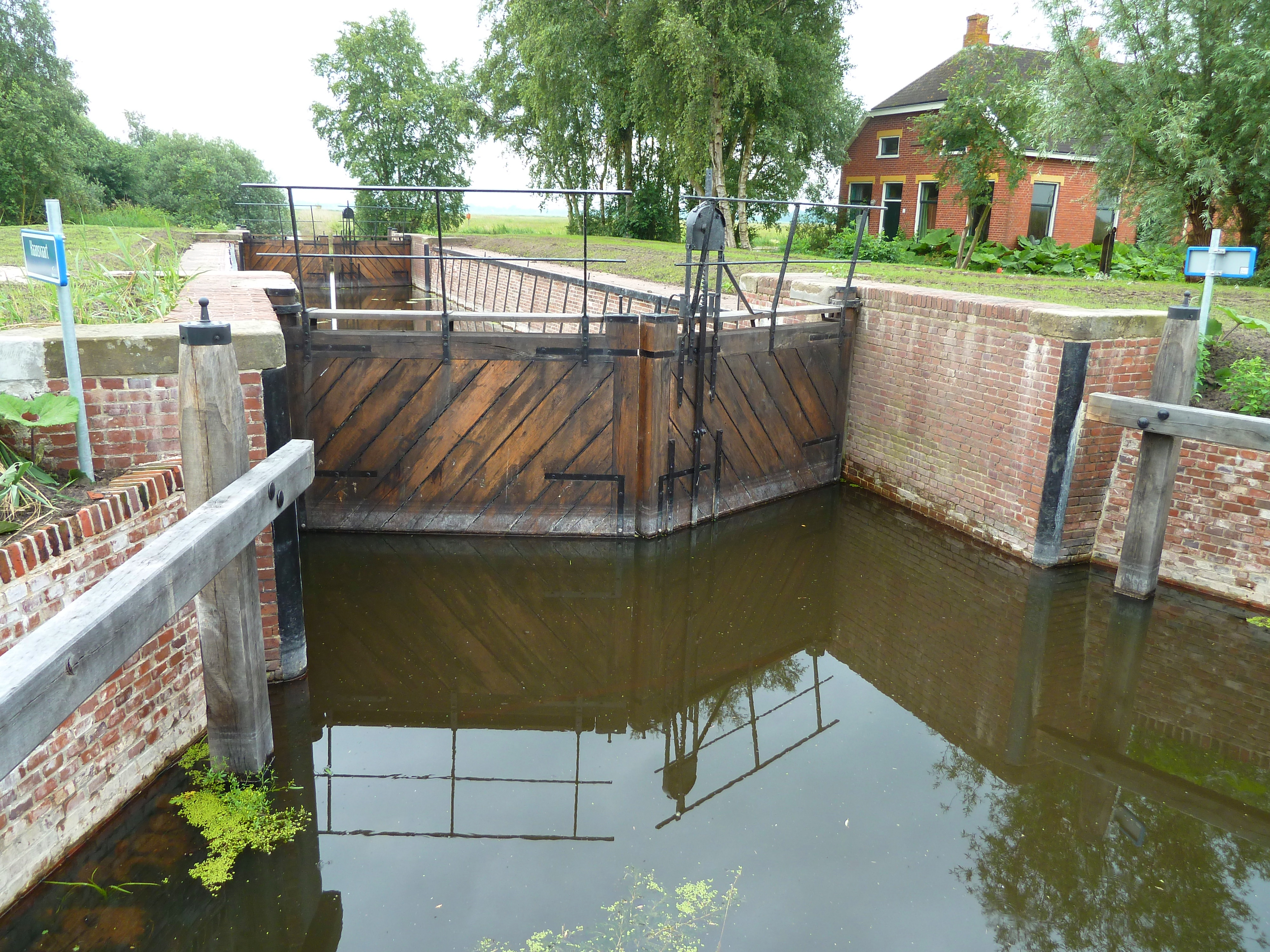
Haanssluis na de restauratie van 2010 met rechts het tolhuis (2011)